# Градски стадион (Ленкоран)
Градският стадион е многофункционален стадион в град Ленкоран, Азербайджан.
Построен е през 2006 г. и по официални данни разходите по построяването са в размер на 15 милиона щатски долара. Разполага с капацитет от 15 000 седящи места.
На него домакинските си мачове играят местният футболен отбор ФК „Хазар“, Ленкоран и националният отбор по футбол на Азербайджан.